# Alpheus Spring Packard

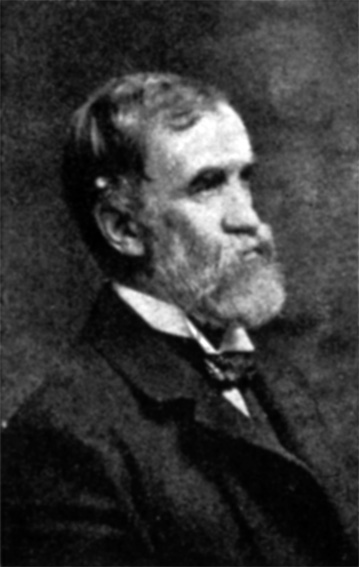
Alpheus Spring Packard

Alpheus Spring Packard (Brunswick, Maine, 19 de fevereiro de 1839 - Providence, 14 de fevereiro de 1905) foi um geólogo norte-americano, especialista na  área de entomologia.